# Boriguma
Boriguma es una ciudad y  ciudad censal situada en el distrito de Koraput en el estado de Odisha (India). Su población es de 9785 habitantes (2011). Se encuentra a 76 km de Koraput y a 340 km de Bhubaneswar. 

## Demografía
Según el censo de 2011 la población de Boriguma era de 9785 habitantes, de los cuales 26016 eran hombres y 24378 eran mujeres. Boriguma tiene una tasa media de alfabetización del 72,76%, inferior a la media estatal del 72,87%: la alfabetización masculina es del 79,47%, y la alfabetización femenina del 66,02%.